# Disilitsa Point
Der Disilitsa Point (englisch; bulgarisch нос Дисилица nos Disiliza) ist eine Landspitze an der Westküste von Liège Island im Palmer-Archipel westlich der Antarktischen Halbinsel. Sie liegt auf der Südseite der Einfahrt der Bolbabria Cove bzw. auf der Nordseite der Einfahrt zur Vapa Cove. Der Polezhan Point liegt 1,65 km südsüdwestlich und der Bebresh Point 5,9 km nordöstlich von ihr.
Britische Wissenschaftler kartierten sie 1978. Die bulgarische Kommission für Antarktische Geographische Namen benannte sie 2013 nach dem Berg Disiliza im Piringebirge in Bulgarien.